# Capnia uintahi
Capnia uintahi är en bäcksländeart som beskrevs av Gaufin 1964. Capnia uintahi ingår i släktet Capnia och familjen småbäcksländor. Inga underarter finns listade i Catalogue of Life.